# Domaniów (gmina)
Pour les articles homonymes, voir Domaniów.
Domaniów est une gmina rurale du powiat de Oława, Basse-Silésie, dans le sud-ouest de la Pologne. Son siège est le village de Domaniów, qui se situe à environ 13 km à l'ouest d'Oława, et 27 km au sud de la capitale régionale Wrocław.
La gmina couvre une superficie de 94,31 km2 pour une population de 5 310 habitants.

## Géographie
La gmina est bordée par les gminy de Borowa, Gawłuszowice, Łubnice, Osiek et Rytwiany.
La gmina contient les villages de Brzezimierz, Chwastnica, Danielowice, Domaniów, Domaniówek, Gęsice, Gostkowice, Goszczyna, Grodziszowice, Janków, Kończyce, Kuchary, Kuny, Kurzątkowice, Pełczyce, Piskorzów, Piskorzówek, Polwica, Radłowice, Radoszkowice, Skrzypnik, Swojków, Teodorów, Wierzbno et Wyszkowice.